# Jacobo María Ynclán Pajares
Jacobo María Ynclán Pajares (10 juli 1983), voetbalnaam Jacobo, is een Spaans profvoetballer. Hij speelt sinds 2011 als middenvelder voor de Oostenrijkse tweedeklasser WAC/St. Andrä. In het seizoen 2007/08 speelde hij op huurbasis voor Excelsior Moeskroen.

## Clubvoetbal
Jacobo maakte zijn debuut voor Atletico Madrid in de gewonnen uitwedstrijd tegen Celta de Vigo (1-3) op 14 januari 2007 als vervanger voor Luciano Galleti, enkele minuten voor het einde. De speler kwam vooral uit voor Atlético Madrid B. Daarvoor was hij actief voor Polideportivo Ejido en Lleida. In 2007 werd de speler voor één seizoen verhuurd aan Excelsior Moeskroen maar hij keerde al in maart 2008 terug naar Spanje. In de zomer van dat jaar werd Jacobo verkocht aan Deportivo Alaves. Later speelde hij ook nog voor CD Guadalajara en RSD Alcalá vooraleer in 2011 naar het Oostenrijkse WAC/St. Andrä te verkassen.